# Railway 〜ここにある夢〜
『Railway 〜ここにある夢〜』（レイルウェイ ここにあるゆめ）は、2001年6月15日にEmuから第二作目として発売されたアダルトゲームである。

## ストーリー
初夏、主人公有沢浩樹（ありさわ　ひろき)は両親の離婚のため8年ぶりに祖母の住む山と海に挟まれた港町、常葉町へ帰ることとなった。
主人公は学校生活と平行して祖母の住む廃駅を改装した喫茶店「レイルウェイ」に住み込みで働くこととなった。
幼少期、祖父と納屋に存在する国鉄C62形蒸気機関車（ナンバープレートは外されているものの作中の会話から32号機と分かる）を走らせることを約束した主人公は、最初は復活をあきらめていたものの幼馴染みとの交流の中で考え直し、祖母や祖父の元同僚とともにこの車両の再整備を始めたのであった。

## 登場人物
有沢 浩樹（ありさわ ひろき）
声：なし
主人公（名前は固定）。　
本編の主人公。両親は離婚。その際双方が親権を放棄した。常葉町立常葉第一学園2等科2年に編入される。倉庫のC62形蒸気機関車に深い感慨を抱いており、後にこの車両の再整備を行う。
藤ノ木 ふたえ（ふじのき ふたえ）
声：井村屋さくら
主人公の同級生で幼馴染み。実家はスーパーを経営。性格は明るく優しく人形が大好き。
藤ノ木 ひとえ（ふじのき ひとえ）
声：深井晴花
ひとえの姉で主人公より1学年上。性格はおおざっぱで鋭い勘を持つ。知識を覚え披露するよりもアイデアをひらめくことを得意とする。
澤 絵理菜（さわ えりな）
声：芹園みや
主人公の同級生で幼馴染み。実家は漁業に従事。感情をあまり表に出さないマイペースでのんびりした天然少女。いい加減な面もある。自作の船で船旅をするのが夢だが成功した試しは一度もない。
西倉 智香（にしくら ともか）
声：夏野向日葵
学校に通うこともなく放浪の旅を続ける少女。趣味は自然観賞でやたらものを拾う癖がある。
野本 沙代華（のもと さよか）
声：AYA
教育実習生として主人公達が通う学校に来た。両親を亡くしている。自由人で型にはまったことが嫌い。不良行為が目立つが、困っている人は助けずにいられない性格であり、積極的に関わって解決に協力する。
野本 月美（のもと つきみ）
声：みる
沙代華の妹で現在は沙代華に養育してもらっている。しっかりした性格でクールで知的で、鋭い勘を持つ。子供っぽい面も持つ。気配を消すという特技もある。

## スタッフ
- シナリオ：門司
- 原画：甲斐
- 音楽：I've
  - 主題歌「夏草の線路」
作詞：門司
作曲：高瀬一矢
編曲：中沢伴行
歌：KOTOKO to AKI

## その他
現在門司のブログにて当作品の続編にあたる「Way to the Blue」が継続して連載されている。